# Videoconsolas de primera generación

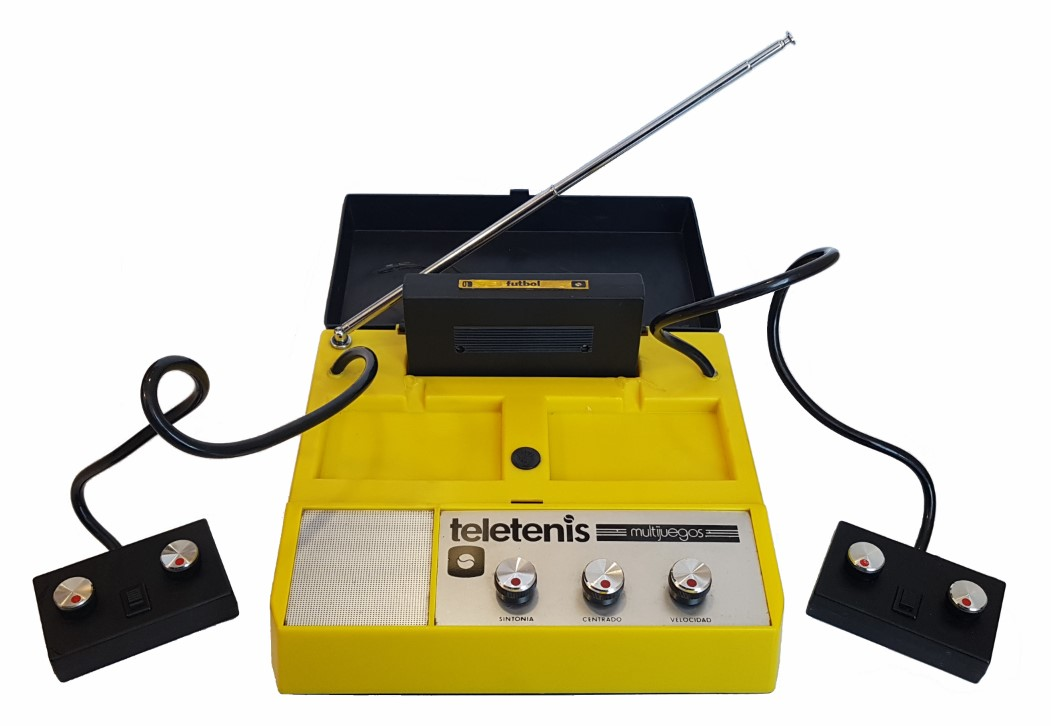
Consola Teletenis Multijuegos. 1976

la primera generación de consolas se refiere a las consolas de videojuegos y consolas de videojuegos portátiles disponibles desde 1972 hasta 1983 fue el inicio de la historia de los videojuegos. Las consolas notables de la primera generación incluyen la serie Odyssey ) , el Atari Home Pong, la serie Coleco Telstar y la serie Color TV-Game. La generación terminó con Computer TV-Game en 1980, debido a la simpleza de fabricación por la existencia del AY-3-8500 muchos fabricantes llenaron el mercado de consolas pong y  abandonado el mercado en 1976 y 1977 por la crisis del videojuego de 1977. y dando el comienzo de la segunda generación de consolas de videojuegos.
La mayoría de los juegos desarrollados durante esta generación estaban integrados en las consolas y, a diferencia de las generaciones posteriores, la mayoría no estaban contenidos en medios extraíbles entre los que el usuario pudiera cambiar. Las consolas a menudo venían con accesorios o cartuchos que podían alterar la forma en que se jugaba para mejorar la experiencia de juego: 56  ya que las capacidades gráficas consistían en geometría simple como puntos, líneas o bloques que ocuparían solo una pantalla. Las consolas de primera generación no eran capaces de mostrar más de dos colores hasta más tarde en la generación, y las capacidades de audio estaban limitadas y algunas consolas no tenían ningún sonido.
En 1972, dos desarrollos importantes influyeron en el futuro del mercado de los videojuegos domésticos. En junio, Nolan Bushnell y Ted Dabney fundaron Atari, que se convertiría en una de las compañías de videojuegos más conocidas y jugaría un papel vital en las primeras generaciones de consolas. En septiembre, Magnavox, una empresa de electrónica establecida, lanzó la Odyssey. Aunque muy limitada en sus capacidades en comparación con las futuras consolas y un fracaso comercial, la Odyssey introdujo características que se convirtieron en estándares en la industria, incluidos cartuchos extraíbles y varios controladores separados para dos jugadores. Inspirado por el juego de ping-pong de Odyssey, Atari pronto comercializaría el juego Pong tanto en versiones recreativas como caseras; Nintendo, una empresa japonesa bien establecida que fabricaba varios productos diferentes, ingresó al mercado de las consolas de videojuegos por primera vez en 1977 con su serie Color TV-Game.

## Visión general

### Historia
En 1951, Ralph Baer concibió la idea de una televisión interactiva mientras construía un televisor desde cero para Loral en El Bronx, Nueva York. Baer no siguió la idea, pero volvió a él en agosto de 1966 cuando era el ingeniero jefe y gerente de la División de Diseño de Equipos en Sanders Associates. En diciembre de 1966, él y un técnico crearon un prototipo que permitía a un jugador mover una línea por la pantalla. Después de una demostración al director de investigación y desarrollo de la empresa, se asignaron algunos fondos y el proyecto se hizo oficial. Baer pasó los siguientes meses diseñando más prototipos, y en febrero de 1967 asignó al técnico Bill Harrison para comenzar a construir el proyecto.: 30  Harrison pasó los siguientes meses entre otros proyectos construyendo modificaciones sucesivas al prototipo. Mientras tanto, Baer colaboró con el ingeniero Bill Rusch en el diseño de la consola, incluido el desarrollo de la base de muchos juegos para el sistema. En mayo, se desarrolló el primer juego y en junio, se completaron varios juegos para lo que entonces era una segunda caja prototipo. Esto incluyó un juego en el que los jugadores controlaban puntos que se perseguían entre sí y un juego de disparos de pistola de luz con un rifle de plástico. En agosto de 1967, Baer y Harrison habían completado un tercer prototipo de máquina, pero Baer sintió que no estaba teniendo éxito en el diseño de juegos divertidos para el sistema; para compensar esto, agregó al proyecto a Bill Rusch, quien lo había ayudado a crear los juegos iniciales para la consola.: 45  Pronto demostró su valor para el equipo al idear una manera de mostrar tres puntos en la pantalla a la vez en lugar de los dos anteriores, y proponiendo el desarrollo de un juego de ping pong.

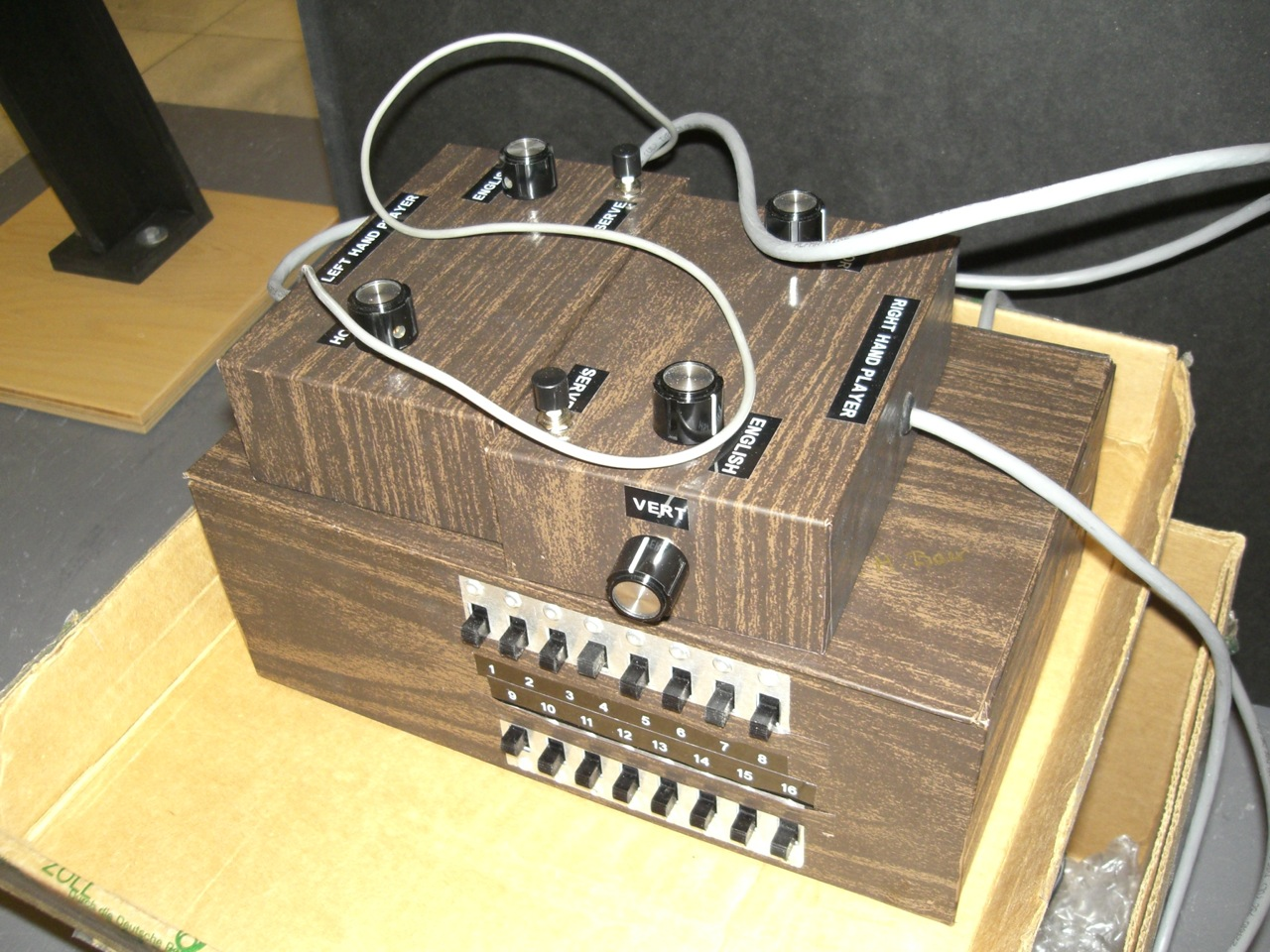
El prototipo "Brown Box" es el precursor de la Magnavox Odyssey, la primera consola de videojuegos doméstica comercial.

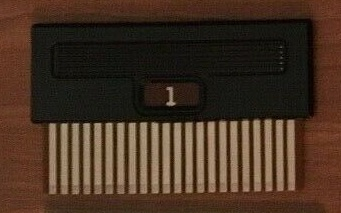
Primer cartucho de Magnavox Odyssey

Como Sanders era un contratista militar y no estaba en el negocio de fabricar y vender productos electrónicos comerciales, el equipo se acercó a varias empresas de la industria de la televisión por cable para producir la consola, pero no pudo encontrar un comprador. En enero de 1969, el equipo había producido el séptimo y último prototipo, apodado "Brown Box".: 12  Después de que un abogado de patentes de Sanders recomendara acercarse a los fabricantes de televisores, encontraron interés primero en RCA y finalmente en Magnavox, que inició negociaciones en julio de 1969 y firmó un acuerdo en enero de 1971. Magnavox diseñó el exterior de la máquina y rediseñó algunos de los componentes internos con la consulta de Baer y Harrison; eliminaron la capacidad de mostrar el color, redujeron el número de tipos de controladores y cambiaron el sistema de selección de juegos desde un dial a tarjetas de juego separadas que modificaban los circuitos de la consola cuando se conectaban a la consola. Magnavox nombró a la consola Magnavox Odyssey y anunció la fecha de lanzamiento del sistema para septiembre de 1972.
A mediados de la década de 1960, Nolan Bushnell vio Spacewar! en la Universidad de Utah donde era estudiante. Spacewar! es un juego de computador de 1962 desarrollado por un grupo de estudiantes y empleados del Instituto de Tecnología de Massachusetts. Bushnell había trabajado en un parque de diversiones y sintió que una versión del juego de arcade sería muy popular. Sin embargo, el alto precio de las computadoras capaces de ejecutar el juego significaba que tal juego de arcade no sería económicamente viable. En 1970, sin embargo, las minicomputadoras estaban empezando a bajar de precio. Él y su compañero de oficina, Ted Dabney, acordaron trabajar juntos para intentar diseñar un prototipo del juego. A fines de noviembre de 1970, la pareja había abandonado el proyecto por considerarlo insostenible, ya que las computadoras económicamente viables no eran lo suficientemente potentes. Dabney pronto pensó en una forma de manipular la señal de video en la pantalla sin que una computadora la controlara, y de ahí a Syzygy Engineering se le ocurrió la idea de quitar la computadora por completo y construir hardware especializado para manejar todo para el juego. Computer Space, el primer videojuego comercial de arcade, fue lanzado por la pareja como Syzygy Engineering a través de Nutting Associates a fines de 1971 y después de su lanzamiento se incorporaron como Atari al año siguiente y comenzaron a diseñar más juegos. Bushnell vio una demostración de la consola Odyssey jugando su juego de tenis de mesa a principios de 1972 y asignó a su primer empleado, Allan Alcorn, para producir un juego de tenis de mesa arcade. El resultado, Pong, fue el primer gran éxito de un videojuego arcade, e inspiró un gran número de versiones y clones de arcade y consolas dedicadas, incluido el Home Pong de Atari en 1975.

### Tecnología
La primera generación de consolas no contenía un microprocesador y se basaba en computadoras de máquina de estado finito sin código personalizadas que consisten en circuitos lógicos discretos que comprenden cada elemento del juego en sí. Durante la generación, la tecnología fue mejorando constantemente y las consolas posteriores de la generación trasladaron la mayor parte de los circuitos a circuitos integrados personalizados, como los chips Pong personalizados de Atari y la serie AY-3-8500 de General Instruments.: 119 
Las capacidades gráficas fueron limitadas a lo largo de la generación, a menudo respaldadas con accesorios físicos y superposiciones de pantalla, pero vieron algunas mejoras hacia el final de la generación. Si bien la Odyssey solo podía mostrar 3 puntos cuadrados en blanco y negro, a medida que avanzaba la generación, las consolas comenzaron a mostrar colores, así como formas y texto más complejos.: 155  Las primeras consolas como Odyssey y TV Tennis Electrotennis requirió que los jugadores hicieran un seguimiento de los puntajes manualmente, pero más tarde, muchos introdujeron contadores de puntajes en la pantalla para ayudar a los jugadores en el seguimiento de puntajes.: 252  Las capacidades de audio tardaron en mejorar durante la generación, comenzando con la Odyssey, que sin audio, y luego pasando a consolas que tenían zumbadores que podían producir una pequeña gama de pitidos y zumbidos.

### Saturación del mercado y fin de generación
En 1976, Genera Instruments produjo una serie de chips integrados asequibles que permitieron a las empresas simplificar la producción de consolas y reducir los costos. Debido a esto, muchas empresas habían ingresado al mercado de las consolas domésticas a fines de la década de 1970.: 147  Un número significativo lanzó consolas que eran esencialmente clones del Home Pong de Atari y muchas estaban mal fabricadas y se lanzaron al mercado con rapidez, lo que provocó que el mercado de las consolas domésticas se saturara. La demanda del chip era tan alta que General Instruments no pudo suministrar lo suficiente para satisfacer todos los pedidos que estaba recibiendo, lo que provocó problemas a algunas empresas más pequeñas. Coleco recibió su pedido desde el principio, lo que les permitió desarrolla sólidas capacidades de producción y tener éxito con su gama Telstar.
El comienzo de la segunda generación y el siguiente gran avance en la tecnología de consolas domésticas comenzó en 1976 con el lanzamiento del Fairchild Channel F.: 116  La tecnología detrás de la primera generación se volvió rápidamente obsoleta a medida que los consumidores tenían la capacidad de comprar nuevos juegos para consolas de segunda generación en lugar de tener que comprar nuevos sistemas cuando querían contenido nuevo, como ocurre con las consolas dedicadas de la primera generación. En comparación con la biblioteca de juegos limitada para cada consola dedicada, el Atari VCS se lanzó con Combat, un cartucho que contiene 27 juegos. A medida que la gente pasó a los sistemas más nuevos, algunas empresas se quedaron con existencias excedentes y estaban vendiendo con pérdidas. La combinación de la saturación del mercado y el comienzo de la segunda generación hizo que muchas empresas abandonaran el mercado por completo.: 22  Estos eventos se conocieron como el colapso de los videojuegos de 1977, ya que las ventas de consolas de segunda generación fueron solo modestas durante los próximos años hasta la llegada de la aplicación asesina, el puerto base de Space Invaders para el Atari VCS en 1980.

## Sistemas domésticos

Muchas consolas de la primera generación eran clones o tenían un estilo similar a la versión arcade de Pong (arriba).

Se sabía que existían cientos de consolas de videojuegos domésticas en la primera generación de videojuegos. Esta sección enumera los más notables.

### Serie Odyssey
En 1972 Magnavox lanzó la primera consola de videojuegos doméstica del mundo,  Magnavox Odyssey.: 55  Venía empaquetada con parafernalia de juegos de mesa como cartas, papel moneda y dados para mejorar los juegos.: 50  Tenía características que se convirtió en estándar de la industria en generaciones posteriores, como controladores desmontables, accesorios de pistolas de luz y cartuchos de juegos intercambiables.: xvii  Si bien no se almacenaron datos del juego en los cartuchos como lo serían en futuras consolas, podrían usarse para seleccionar uno de los doce juegos integrados en el hardware. Magnavox concedió licencias de sus patentes de videojuegos a otras empresas por una tarifa y procesó a las empresas que lanzaron consolas sin un acuerdo de licencia.
Fue con la Odyssey que Nintendo se involucró por primera vez en el mercado de los videojuegos domésticos. Según Martin Picard en el International Journal of Computer Game Research: "en 1971, Nintendo tenía, incluso antes de la comercialización de la primera consola doméstica en los Estados Unidos, una alianza con el pionero estadounidense Magnavox para desarrollar y producir pistolas optoelectrónicas para la Odyssey , ya que era similar a lo que Nintendo pudo ofrecer en el mercado japonés de juguetes en [la] década de 1970".
En 1974, Philips compró Magnavox y lanzó una serie de ocho consolas Odyssey en América del Norte de 1975 a 1977. Todas eran consolas dedicadas, y cada lanzamiento posterior fue una mejora con respecto al anterior, agregando características como variaciones adicionales del juego, en pantalla.: 55  También se lanzaron en Europa tres consolas de la serie Odyssey con características similares de 1976 a 1978.

### TV Tennis Electrotennis
El 12 de septiembre de 1975, varios meses antes del lanzamiento de Home Pong en Norteamérica, Epoch lanzó la primera consola doméstica de Japón, la TV Tennis Electrotennis. La tecnología fue licenciada por Magnavox y contenía un juego estilo bola y paleta que se parecía a Pong pero sin una pantalla de puntuación en pantalla. Los controles del juego se encontraban dentro de la unidad base y se conectaba a un televisor a través de una antena UHF, en lugar de estar conectado directamente, que era exclusivo de la consola en ese momento. En comparación con las consolas populares de la generación, su rendimiento fue deficiente con un aproximado de 20.000 unidades vendidas.

### Atari Home Pong
A finales de 1975, Atari lanzó una versión doméstica de su popular juego de arcade Pong. Fue el primer uso de un microchip en un producto Atari y había estado en desarrollo desde 1974 bajo la dirección de Allan Alcorn y Harold Lee. A finales de 1975, Atari se había convertido en una empresa importante en el mercado de las consolas domésticas gracias a Home Pong. Tras el éxito de Pong, Magnavox entabló una demanda contra Atari por infracción de sus patentes de tecnología y terminó llegando a un acuerdo extrajudicial con Atari convirtiéndose en licenciatario de Magnavox.
Los videojuegos domésticos alcanzaron una gran popularidad con el lanzamiento de una versión doméstica de Pong y su éxito provocó cientos de clones, incluido el Coleco Telstar, que llegó a ser un éxito por derecho propio con más de una docena de modelos, y el Binatone TV Master. por la empresa británica Binatone.: 33 

### Serie Coleco Telstar
A partir de 1976, Coleco lanzó una serie de catorce consolas dedicadas hasta 1978, cuando sufrieron una pérdida significativa debido a la combinación de la huelga de los trabajadores portuarios, que le impidió enviar el producto final a tiempo para las vacaciones, y el inicio de la segunda generación.: 121  La serie presentaba varios estilos diferentes de juegos de pelota y accesorios externos para mejorar el juego, como Telstar Arcade, que tenía un diseño triangular único que venía con una pistola de luz y volante unidos a la carcasa.: 272  La serie se comercializó a un precio más bajo que sus competidores y se vendió bien con más de un millón de ventas.

### Serie Color TV-Game
A finales de la década de 1970, Nintendo lanzó una serie de cinco consolas para el mercado japonés. La primera de la serie y la primera consola creada por Nintendo, el Color TV-Game 6, fue lanzado en 1977 y contenía seis juegos de pelota y paleta. El último, Computer TV-Game, fue un puerto de 1980 del primer juego de arcade de Nintendo, Computer Othello. La tercera consola de la serie, Color TV-Game Racing 112, fue el primer proyecto de Shigeru Miyamoto, quien se convertiría en el creador de algunas de las franquicias de videojuegos más conocidas.

### Comparación
| Nombre                    | Magnavox Odyssey                             | Serie Odyssey (11 consolas)                  | TV Tennis Electrotennis                                        |
| ------------------------- | -------------------------------------------- | -------------------------------------------- | -------------------------------------------------------------- |
| Fabricante                | Magnavox                                     | Magnavox, Philips                            | Epoch Co.                                                      |
| Imagen                    |                                              |                                              |                                                                |
| Precio de lanzamiento     | US$100 (equivalente a $728 en 2025)          | US$100–230 (equivalente a $566–1302 en 2025) | JP¥19,500 (equivalentes a ¥36,600 de 2019)                     |
| Fecha de lanzamiento      | - JP 1974 - NA Agosto de 1972 - EU 1973–1974 | - NA 1975–1977                               | - JP 12 de septiembre de 1975                                  |
| Soporte                   | Placa de circuito impreso                    | Chip incorporado                             | Chip incorporado                                               |
| Accesorios / peculiaridad | Pistola de luz (vendido por separado)        | Ninguno                                      | Conexión inalámbrica a un televisor a través de una antena UHF |
| Ventas                    | 350,000: 58                                  | Desconocido                                  | 20,000                                                         |

| Nombre                    | Home Pong                                                                        | Serie Coleco Telstar (14 modelos)                                                | Serie Color TV-Game (5 consolas)                       |
| ------------------------- | -------------------------------------------------------------------------------- | -------------------------------------------------------------------------------- | ------------------------------------------------------ |
| Fabricante                | Atari, Sears Tele-Games                                                          | Coleco                                                                           | Nintendo                                               |
| Imagen                    |                                                                                  |                                                                                  |                                                        |
| Precio de lanzamiento     | US$98.95 (equivalente a $560 en 2025) JP¥24,800 (equivalentes a ¥46,500 de 2019) | US$50 (equivalente a $268 en 2025)                                               | JP¥9800–48,000 (equivalentes a ¥15,559–65,347 de 2020) |
| Fecha de lanzamiento      | - NA Finales de 1975                                                             | - NA 1976–1978                                                                   | - JP 1977–1980                                         |
| Soporte                   | Chip incorporado                                                                 | Chip incorporado (la mayoría de los modelos) Cartucho (Telstar Arcade, 1977): 15 | Chip incorporado                                       |
| Accesorios (al por menor) | Ninguno                                                                          | Estilos de controlador                                                           | Ninguno                                                |
| Ventas                    | 150,000: 33–36                                                                   | 1 millón                                                                         | 1.5 millones                                           |

## Sistemas portátiles
Todos los sistemas portátiles de la primera generación son consolas dedicadas y comenzaron tarde en la primera generación. No fue hasta la segunda generación y el lanzamiento de Microvision que los jugadores pudieron comprar juegos por separado para los sistemas.: 46  Las primeras consolas portátiles dedicadas finalmente fueron eclipsadas en popularidad por los videojuegos programables, que se hicieron populares en la cuarta generación con la introducción de Game Boy.: 316 
Un ejemplo notable es la serie de juegos portátiles Mattel, que se lanzaron de 1977 a 1982. Los primeros en lanzarse fueron Mattel Auto Race y Mattel Football. Les siguieron otros títulos basados en deportes y algunas propiedades con licencia como Battlestar Galactica. Cada juego tenía controles básicos, una interfaz LED simple y un timbre de sonido.: 70  La serie era popular, se vendía bien y, a veces, era difícil de encontrar debido a la gran demanda.
En 1978, Milton Bradley Company lanzó Simon, un juego de memoria electrónico diseñado por Ralph Baer y Howard Morrison.  Rápidamente se convirtió en uno de los juguetes más vendidos de Milton Bradley y uno de los más populares en la temporada navideña. Consistía en cuatro botones de colores brillantes que el jugador tenía que presionar en el orden correcto según una secuencia que se mostraba al jugador. Si bien se produjeron muchos clones de Simon de antemano, ninguno tuvo tanto éxito como el original, que todavía está en producción.
En el mismo año, Coleco comenzó a lanzar consolas portátiles después del final de la serie de consolas domésticas Telstar.: 121  Lanzaron Electronic Quarterback, que expandió los populares juegos estilo fútbol americano agregando nuevas características. Junto con Mattel Football, se convirtió en el otro juego deportivo popular de la época.

## Otras lecturas
- How Video Games Invaded the Home TV Set por Ralph Baer
- «A History of Home Video Game Consoles». Archivado desde el original el 26 de diciembre de 2007. por Michael Miller